# Cuspidaria pellucida
Cuspidaria pellucida is een tweekleppigensoort uit de familie van de Cuspidariidae. De wetenschappelijke naam van de soort is voor het eerst geldig gepubliceerd in 1853 door Stimpson.